# Иво Латин
Иво Латин (Храшће, 1929 — Карловац, 2002) био је хрватски политичар и руководилац. Био је градоначелник Загреба (1978–1982), председник Сабора СР Хрватске (1984—1985) и председник Председништва СР Хрватске (1988–1990).

## Биографија
Иво Латин рођен је 1929. године у Храшћу код Озља. Године 1957, завршио је Правни факултет у Загребу.
Био је председник Скупштине града Загреба од 1978. до 1982. године, затим генерални директор „Кроација осигурања“. Од 1984. до 1985. године био је председник Сабора СР Хрватске. Од 1986. до 1990. године био је члан Председништва СР Хрватске. Од маја 1988. до 30. маја 1990. године био је председник Председништва СР Хрватске, функција коју је обављао све до демократских избора.
Умро је 2. марта 2002. године од последица срчаног удара. Сахрањен је на загребачком гробљу Мирогој.